# Hugo (Kolorado)
Hugo – miasto w Stanach Zjednoczonych, w stanie Kolorado, siedziba administracyjna hrabstwa Lincoln.